# Vladimír Andrs
Vladimír Andrs (Prága, 1937. május 12. – 2018. június 17.) Európa-bajnok és olimpiai bronzérmes cseh evezős.

## Pályafutása
1961-ben Európa-bajnoki ezüstérmes lett egypárevezősben. 1963-ban Pavel Hofmannal kétpárevezősben aranyérmet szerzett. Az 1964-es tokiói olimpián kétpárevezősben Hofmannal bronzérmes lett.

## Sikerei, díjai
- Olimpiai játékok – kétpárevezős
  - bronzérmes: 1964, Tokió
- Európa-bajnokság
  - aranyérmes: 1963 (kétpárevezős)
  - ezüstérmes: 1961 (egypárevezős)